# Fitzwilliam College
Il Fitzwilliam College è uno dei collegi costituenti l'Università di Cambridge, spesso soprannominato dagli studenti come Fitz. 
È stato fondato inizialmente nel 1869 sotto forma di luogo di residenza per studenti che non appartenevano a nessun collegio, senza che venisse considerato un collegio vero e proprio, di fronte al Fitzwilliam Museum di Cambridge. Nel 1966 venne riconosciuto ufficialmente come college, e spostato nella sua attuale posizione in cima a Castle Hill, nel nord della città.